# جوزپه لویاکونو
جوزپه لویاکونو (انگلیسی: Giuseppe Loiacono؛ زادهٔ ۶ اکتبر ۱۹۹۱) بازیکن فوتبال اهل ایتالیا است.
از باشگاه‌هایی که در آن بازی کرده‌است می‌توان به باشگاه فوتبال باری اشاره کرد.